# NGC 7038
NGC 7038 est une très vaste galaxie spirale (intermédiaire ?) située dans la constellation de l'Indien. Sa vitesse par rapport au fond diffus cosmologique est de 4 753 ± 15 km/s, ce qui correspond à une distance de Hubble de 70,1 ± 4,9 Mpc (∼229 millions d'al). NGC 7038 a été découverte par l'astronome britannique John Herschel en 1834.
La classe de luminosité de NGC 7038 est III et elle présente une large raie HI.
La plupart des sources consultées restent en désaccords à propos de la classification morphologique de NGC 7038. Les bases de données NASA/IPAC et HyperLeda classifient NGC 7038 comme étant une galaxie spirale intermédiaire (SAB),, là où le professeur Seligman la classe comme une galaxie spirale barrée (SB). L'image de NGC 7038 réalisée par le télescope spatial Hubble ne montre pas la présence d'une quelconque barre significative au centre de cette galaxie. Ainsi, la classification de celle-ci comme étant une galaxie spirale ordinaire semble mieux convenir.
À ce jour, 13 mesures non basées sur le décalage vers le rouge (redshift) donnent une distance de 61,177 ± 4,632 Mpc (∼200 millions d'al), ce qui est à l'intérieur des valeurs de la distance de Hubble. Notons cependant que c'est avec la valeur moyenne des mesures indépendantes, lorsqu'elles existent, que la base de données NASA/IPAC calcule le diamètre d'une galaxie et qu'en conséquence le diamètre de NGC 7038 pourrait être d'environ 91,8 kpc (∼299 000 al) si on utilisait la distance de Hubble pour le calculer.

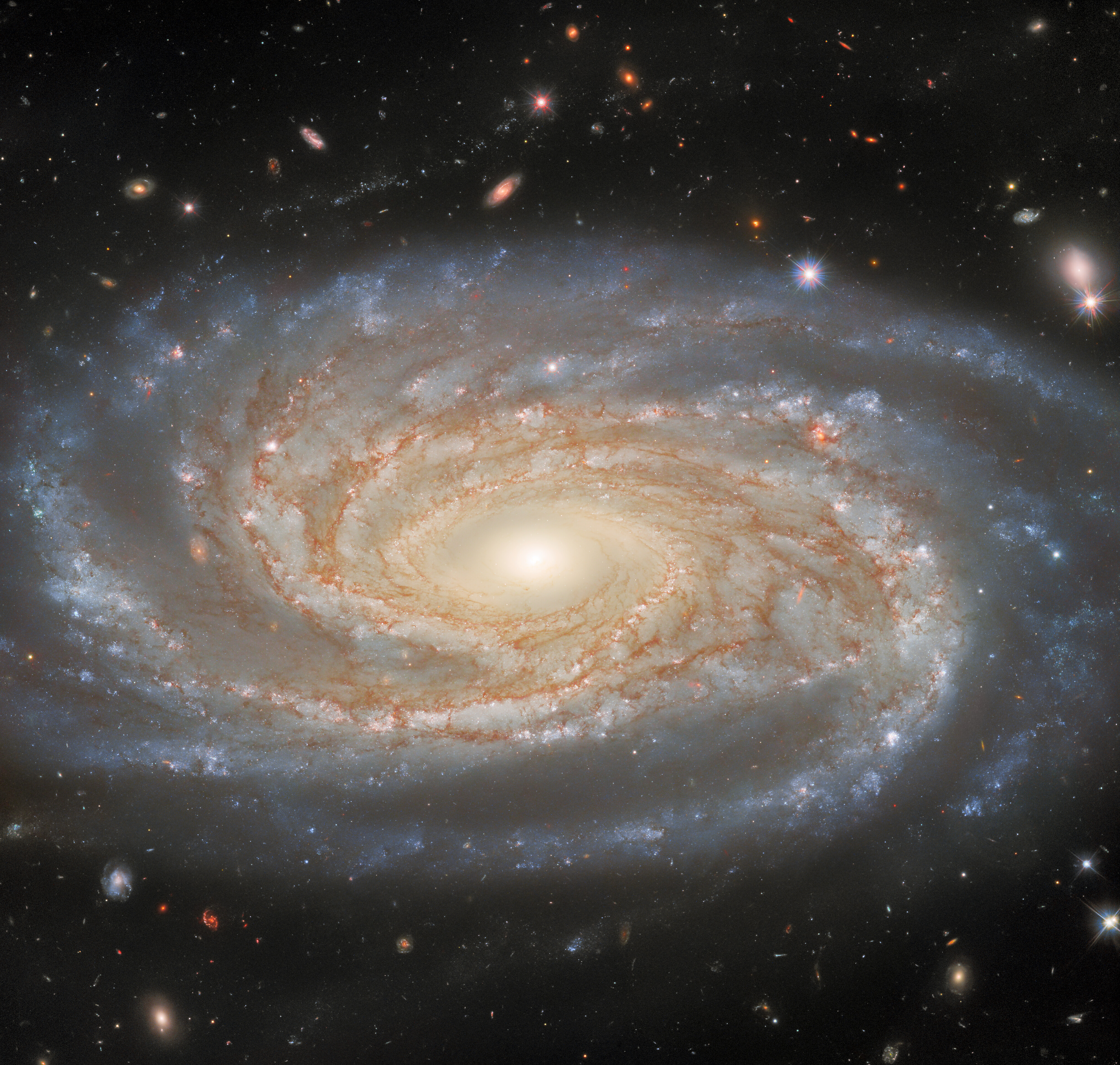
NGC 7038 par le télescope spatial Hubble.

## Supernova
Trois supernovas ont été observées dans NGC 7038 : SN 1983L, SN 2010dx et SN 2018hsa.

### SN 1983L
Cette supernova a été découverte le 14 juin 1983 par Pizarro et Schild. D'une magnitude apparente de 17,1 au moment de sa découverte, son type n'a pu être identifié.

### SN 2010dx
Cette supernova a été découverte le 8 juin 2010 par G.Pignata et al. dans le cadre du programme de recherche de supernovas CHASE (CHilean Automatic Supernova sEarch). D'une magnitude apparente de 17,4 au moment de sa découverte, elle était de type II.

### SN 2018hsa
Cette supernova a été découverte le 1er novembre 2018 par l'astronome amateur néo-zélandais Stuart Parker, dans le cadre du projet individuel BOSS (Backyard Observatory Supernova Search). D'une magnitude apparente de 16 au moment de sa découverte, elle était de type Ia.

## Groupe de NGC 7038
Selon A. M. Garcia NGC 7014 fait partie du groupe de NGC 7038. Ce groupe de galaxies renferme au moins 13 membres dont NGC 6970, NGC 6987, NGC 7014, NGC 7038 et neuf autres galaxies du catalogue ESO.
La galaxie spirale barrée PGC 66421 (ou ESO 235-80) située au sud de NGC 7038 est parfois désignée de façon non conventionnelle comme NGC 7038A. Sa vitesse par rapport au fond diffus cosmologique est de 4 955 ± 47 km/s, ce qui correspond à une distance de Hubble de 73,08 ± 5,16 Mpc (∼238 millions d'al). Cette distance est semblable aux autres galaxies du groupe de NGC 7038, mais curieusement elle n'apparaît pas dans la liste de Garcia.